# Yūji Nunokawa
Yūji Nunokawa (布川ゆうじ, Nunokawa Yūji), né à Sakata le 11 février 1947 et mort le 25 décembre 2022, est un directeur d'animation japonais, propriétaire d'une société de production d'animation, fondateur de Pierrot, diplômé de l'Université d'art et de design du Tōhoku, professeur à la Graduate School of Sendai et ancien président de The Association of Japanese Animations. 
Il a utilisé parfois le  pseudonyme de Yû Sakata.

## Réalisations
- 1966 : Osomatsu-kun, producteur
- 1973 : Shinzo Ningen Casshern, réalisateur
- 1975 : Arabian Nights Sinbad no Bouken, storyboard
- 1978 : Kagaku Ninja-tai Gatchaman II, réalisateur
- 1980 : Nils no Fushigi na Tabi, réalisateur
- 1983 : Dallos, producteur
- 1984 : Mahou no Yousei Persia, producteur
- 1985 : Area 88 OAV, producteur
- 1985 : Cosmo Police Justy, producteur
- 1985 : Fire Tripper, producteur
- 1986 : Maris the Chojo, producteur
- 1987 : Rumic World : Warau Hyouteki, producteur
- 1987 : Bari Bari Densetsu, producteur
- 1981 : Urusei Yatsura, producteur
- 1989 : Gosenzo-sama Banbanzai!, supervision
- 1997 : Yakumo Tatsu, producteur
- 1999 : Tenshi ni Narumon !, producteur
- 2001 : Kaze no Youjinbou, producteur
- 2004 : Naruto : Konoha no Sato no Dai Undoukai, producteur